# Bodkin
Bodkin és una sèrie de televisió de thriller de comèdia negra irlandesa, que consta de 7 episodis, creada per l'escriptor britànic Jez Scharf ambientada en una ciutat costanera irlandesa.
Es va estrenar a Netflix el 9 de maig de 2024 amb subtítols en català.

## Argument
Després del suïcidi d'un dels seus informants, la periodista d'investigació Dove Maloney és obligada pel seu cap a abandonar Londres i tornar a la seva Irlanda natal, per afegir-se al podcaster nord-americà Gilbert Power i la seva assistent Emmy per crear un podcast sobre la misteriosa desaparició a Bodkin de tres joves la nit de Samhain ara fa vint anys. L'intent de descobrir que va passar topa amb l'hostilitat de la comunitat local que no vol que s'airegin els seus secrets.

## Repartiment
- Will Forte com a Gilbert Power, un podcaster nord-americà
- Siobhán Cullen com a Dove Maloney, una periodista d'investigació irlandesa
- Robyn Cara com a Emmy Sizergh, l'assistent d'en Gilbert
- David Wilmot com a Seamus Gallagher
- Chris Walley com a Sean O'Shea
- Seán Óg Cairns com a Garda Eoin
- Peter Bankole com a Charles
- Kerri McLean com a Maeve

## Episodis
| 1                                                                                    | «One True Mystery»        | Nash Edgerton    | Jez Scharf                  | 9 de maig de 2024 |  |  |
| Cançó final: "Empire" (feat. Benjamin Zephaniah) de Bomb the Bass i Sinéad O'Connor. |                           |                  |                             |                   |  |  |
|                                                                                      |                           |                  |                             |                   |  |  |
| 2                                                                                    | «Who We Are»              | Nash Edgerton    | Alex Metcalf                | 9 de maig de 2024 |  |  |
| Cançó final: "Lavender" de Biig Piig.                                                |                           |                  |                             |                   |  |  |
|                                                                                      |                           |                  |                             |                   |  |  |
| 3                                                                                    | «Perfectly Innocent Life» | Bronwen Hughes   | Ursula Rani Sarma           | 9 de maig de 2024 |  |  |
| Cançó final: "H.O.O.D" de Kneecap.                                                   |                           |                  |                             |                   |  |  |
|                                                                                      |                           |                  |                             |                   |  |  |
| 4                                                                                    | «Poison or Something»     | Bronwen Hughes   | Megan Mostyn-Brown          | 9 de maig de 2024 |  |  |
| Cançó final: "Another Round" de The Scratch.                                         |                           |                  |                             |                   |  |  |
|                                                                                      |                           |                  |                             |                   |  |  |
| 5                                                                                    | «Peace in Our Time»       | Johnny Allan     | Oneika Barrett              | 9 de maig de 2024 |  |  |
| Cançó final: "Burning Love" de The Computers.                                        |                           |                  |                             |                   |  |  |
|                                                                                      |                           |                  |                             |                   |  |  |
| 6                                                                                    | «Ends Justify Means»      | Bronwen Hughes   | Mike O'Leary                | 9 de maig de 2024 |  |  |
| Cançó final: "Don't Cling To Life" de The Murder Capital                             |                           |                  |                             |                   |  |  |
|                                                                                      |                           |                  |                             |                   |  |  |
| 7                                                                                    | «Empty Your Pockets»      | Paddy Breathnach | Paddy Campbell i Jez Scharf | 9 de maig de 2024 |  |  |
| Cançó final: "Old Note" de Lisa O'Neill                                              |                           |                  |                             |                   |  |  |
|                                                                                      |                           |                  |                             |                   |  |  |

## Producció
Coneguda com a Bodkin i On Record, la sèrie de set episodis és creada per Jez Scharf com la primera sèrie amb guió de Higher Ground a Netflix, en col·laboració amb wiip. Scharf i Alex Metcalf en són els productors creadors i els productors executius de la sèrie amb Tonia Davis per a Higher Ground, David Flynn i Paul Lee per a wiip i Nne Ebong. Nash Edgerton, Bronwen Hughes, Johnny Allan i Paddy Breathnach van exercir com a directors, mentre Mike O'Leary es va incorporar en el guió.
El juny de 2022, es va anunciar que Will Forte dirigiria la sèrie al costat de Siobhán Cullen, Robyn Cara, David Wilmot i Chris Walley.
El rodatge principal va començar a Cork Oest l'estiu del 2022 i va durar sis mesos. Altres llocs de rodatge inclouen Wicklow i Dublín.